# Systematik der Bedecktsamer
Die hier dargestellte Systematik der Bedecktsamer folgt der Systematik der Angiosperm Phylogeny Group IV. Die deutschen Bezeichnungen der supraordinalen Gruppen folgt der 36. Auflage des Strasburger – Lehrbuch der Botanik.

## Wissenschaftliche Namen
Die wissenschaftlichen Namen weisen nach dem Internationalen Code der Botanischen Nomenklatur Endungen auf, die für die Rangstufe der entsprechenden Taxa kennzeichnend sind. Die Namen der Familien enden auf „-aceae“, die der Ordnungen auf „-ales“ und der Klassen auf „-opsida“.

## Klasse der Bedecktsamer
Die Bedecktsamer werden nach Strasburger derzeit als Klasse geführt. In der Aufzählung sind die Taxa jeweils in alphabetischer Reihenfolge gelistet.

### Basale Ordnungen
Die basalen Ordnungen wurden früher als Einfurchenpollen-Zweikeimblättrige zusammengefasst, sind jedoch keine monophyletische Gruppe. Daher werden sie lediglich als 'basale Ordnungen' lose zusammengefasst. Zu den basalen Ordnungen wird meist auch die nur fossil bekannte Familie Archaefructaceae gestellt.
- Ordnung Amborellales
  - Familie Amborellaceae
- Ordnung Seerosenartige (Nymphaeales)
  - Familie Hydatellaceae
  - Familie Haarnixengewächse (Cabombaceae)
  - Familie Seerosengewächse (Nymphaeaceae)
- Ordnung Austrobaileyales
  - Familie Austrobaileyaceae
  - Familie Trimeniaceae
  - Familie Sternanisgewächse (Schisandraceae)

### Mesangiospermen
- ohne Rang Magnoliiden
  - Ordnung Canellales
    - Familie Canellaceae
    - Familie Winteraceae

  - Ordnung Pfefferartige (Piperales)
    - Familie Eidechsenschwanzgewächse (Saururaceae)
    - Familie Pfeffergewächse (Piperaceae)
    - Familie Osterluzeigewächse (Aristolochiaceae)

  - Ordnung Magnolienartige (Magnoliales)
    - Familie Muskatnussgewächse (Myristicaceae)
    - Familie Magnoliengewächse (Magnoliaceae)
    - Familie Degeneriaceae
    - Familie Himantandraceae
    - Familie Eupomatiaceae
    - Familie Annonengewächse (Annonaceae)

  - Ordnung Lorbeerartige (Laurales)
    - Familie Gewürzstrauchgewächse (Calycanthaceae)
    - Familie Siparunaceae
    - Familie Gomortegaceae
    - Familie Atherospermataceae
    - Familie Hernandiaceae
    - Familie Monimiengewächse (Monimiaceae)
    - Familie Lorbeergewächse (Lauraceae)

  - Ordnung Chloranthales
    - Familie Chloranthaceae

#### Monokotyledonen
- Ordnung Kalmusartige (Acorales)
  - Familie Kalmusgewächse (Acoraceae)
- Ordnung Froschlöffelartige (Alismatales)
  - Familie Aronstabgewächse (Araceae)
  - Familie Simsenliliengewächse (Tofieldiaceae)
  - Familie Alismataceae
  - Familie Schwanenblumengewächse (Butomaceae)
  - Familie Froschbissgewächse (Hydrocharitaceae)
  - Familie Blumenbinsengewächse (Scheuchzeriaceae)
  - Familie Wasserährengewächse (Aponogetonaceae)
  - Familie Dreizackgewächse (Juncaginaceae)
  - Familie Maundiaceae
  - Familie Seegrasgewächse (Zosteraceae)
  - Familie Laichkrautgewächse (Potamogetonaceae)
  - Familie Neptungrasgewächse (Posidoniaceae)
  - Familie Saldengewächse (Ruppiaceae)
  - Familie Cymodoceaceae
- Ordnung Petrosaviales
  - Familie Petrosaviaceae
- Ordnung Yamswurzelartige (Dioscoreales)
  - Familie Nartheciaceae
  - Familie Burmanniaceae
  - Familie Yamswurzelgewächse (Dioscoreaceae)
- Ordnung Schraubenbaumartige (Pandanales)
  - Familie Triuridaceae
  - Familie Velloziaceae
  - Familie Stemonaceae
  - Familie Scheibenblumengewächse (Cyclanthaceae)
  - Familie Schraubenbaumgewächse (Pandanaceae)
- Ordnung Lilienartige (Liliales)
  - Familie Campynemataceae
  - Familie Corsiaceae
  - Familie Germergewächse (Melanthiaceae)
  - Familie Petermanniaceae
  - Familie Inkaliliengewächse (Alstroemeriaceae)
  - Familie Zeitlosengewächse (Colchicaceae)
  - Familie Philesiaceae
  - Familie Rhipogonaceae
  - Familie Stechwindengewächse (Smilacaceae)
  - Familie Liliengewächse (Liliaceae)
- Ordnung Spargelartige (Asparagales)
  - Familie Orchideengewächse (Orchidaceae)
  - Familie Boryaceae
  - Familie Blandfordiaceae
  - Familie Asteliaceae
  - Familie Lanariaceae
  - Familie Hypoxidaceae
  - Familie Doryanthaceae
  - Familie Ixioliriaceae
  - Familie Tecophilaeaceae
  - Familie Schwertliliengewächse (Iridaceae)
  - Familie Xeronemataceae
  - Familie Affodillgewächse (Asphodeloideae)
  - Familie Amaryllisgewächse (Amaryllidaceae)
  - Familie Spargelgewächse (Asparagaceae)
- ohne Rang Commeliniden
  - Ordnung Palmenartige (Arecales)
    - Familie Dasypogonaceae
    - Familie Palmengewächse (Arecaceae)

  - Ordnung Commelinaartige (Commelinales) 
    - Familie Hanguanaceae
    - Familie Commelinagewächse (Commelinaceae)
    - Familie Philydraceae
    - Familie Wasserhyazinthengewächse (Pontederiaceae)
    - Familie Haemodoraceae

  - Ordnung Ingwerartige (Zingiberales)
    - Familie Strelitziengewächse (Strelitziaceae)
    - Familie Lowiaceae
    - Familie Helikoniengewächse (Heliconiaceae)
    - Familie Bananengewächse (Musaceae)
    - Familie Blumenrohrgewächse (Cannaceae)
    - Familie Pfeilwurzgewächse (Marantaceae)
    - Familie Costaceae
    - Familie Ingwergewächse (Zingiberaceae)

  - Ordnung Süßgrasartige (Poales)
    - Familie Rohrkolbengewächse (Typhaceae)
    - Familie Bromeliengewächse (Bromeliaceae)
    - Familie Rapateaceae
    - Familie Xyridaceae
    - Familie Eriocaulaceae
    - Familie Mayacaceae
    - Familie Thurniaceae
    - Familie Binsengewächse bzw. Simsengewächse (Juncaceae)
    - Familie Sauergrasgewächse (Cyperaceae)
    - Familie Restionaceae
    - Familie Flagellariaceae
    - Familie Joinvilleaceae
    - Familie Ecdeiocoleaceae
    - Familie Süßgräser (Poaceae)

#### Wahrscheinliche Schwestergruppe der Eudikotyledonen
- Ordnung Ceratophyllales
  - Familie Hornblattgewächse (Ceratophyllaceae)

#### Eudikotyledonen
- Ordnung Hahnenfußartige (Ranunculales)
  - Familie Schönulmengewächse (Eupteleaceae)
  - Familie Mohngewächse (Papaveraceae)
  - Familie Circaeasteraceae
  - Familie Fingerfruchtgewächse (Lardizabalaceae)
  - Familie Mondsamengewächse (Menispermaceae)
  - Familie Berberitzengewächse (Berberidaceae)
  - Familie Hahnenfußgewächse (Ranunculaceae)
- Ordnung Silberbaumartige (Proteales)
  - Familie Sabiaceae
  - Familie Lotosgewächse (Nelumbonaceae)
  - Familie Platanengewächse (Platanaceae)
  - Familie Silberbaumgewächse bzw. Proteusgewächse (Proteaceae)
- Ordnung Trochodendrales
  - Familie Trochodendraceae
- Ordnung Buchsbaumartige (Buxales)
  - Familie Buchsbaumgewächse (Buxaceae)
- Ordnung Gunnerales
  - Familie Myrothamnaceae
  - Familie Gunneraceae
- Ordnung Rosenapfelartige (Dilleniales)
  - Familie Rosenapfelgewächse (Dilleniaceae)

- ohne Rang Superrosiden
  - Ordnung Steinbrechartige (Saxifragales) 
    - Familie Peridiscaceae
    - Familie Pfingstrosengewächse (Paeoniaceae)
    - Familie Altingiaceae
    - Familie Zaubernussgewächse (Hamamelidaceae)
    - Familie Cercidiphyllaceae
    - Familie Daphniphyllaceae
    - Familie Iteaceae
    - Familie Grossulariaceae
    - Familie Steinbrechgewächse (Saxifragaceae)
    - Familie Dickblattgewächse (Crassulaceae)
    - Familie Aphanopetalaceae
    - Familie Tetracarpaeaceae
    - Familie Penthoraceae
    - Familie Tausendblattgewächse (Haloragaceae)
    - Familie Cynomoriaceae

  - ohne Rang Rosiden
    - Ordnung Weinrebenartige (Vitales)
      - Familie Weinrebengewächse (Vitaceae)

    - ohne Rang Fabiden
      - Ordnung Jochblattartige (Zygophyllales) 
        - Familie Ratanhiengewächse (Krameriaceae)
        - Familie Jochblattgewächse (Zygophyllaceae)

      - Ordnung Schmetterlingsblütenartige (Fabales)
        - Familie Quillajaceae
        - Familie Hülsenfrüchtler (Fabaceae)
        - Familie Surianaceae
        - Familie Kreuzblumengewächse (Polygalaceae)

      - Ordnung Rosenartige (Rosales)
        - Familie Rosengewächse (Rosaceae)
        - Familie Barbeyaceae
        - Familie Dirachmaceae
        - Familie Ölweidengewächse (Elaeagnaceae)
        - Familie Kreuzdorngewächse (Rhamnaceae)
        - Familie Ulmengewächse (Ulmaceae)
        - Familie Hanfgewächse (Cannabaceae)
        - Familie Maulbeergewächse (Moraceae)
        - Familie Brennnesselgewächse (Urticaceae)

      - Ordnung Buchenartige (Fagales) 
        - Familie Scheinbuchengewächse (Nothofagaceae)
        - Familie Buchengewächse (Fagaceae)
        - Familie Gagelstrauchgewächse (Myricaceae)
        - Familie Walnussgewächse (Juglandaceae)
        - Familie Kasuarinengewächse (Casuarinaceae)
        - Familie Ticodendraceae
        - Familie Birkengewächse (Betulaceae)

      - Ordnung Kürbisartige (Cucurbitales) 
        - Familie Apodanthaceae
        - Familie Anisophylleaceae
        - Familie Keulenfruchtgewächse (Corynocarpaceae)
        - Familie Gerberstrauchgewächse (Coriariaceae)
        - Familie Kürbisgewächse (Cucurbitaceae)
        - Familie Tetramelaceae
        - Familie Scheinhanfgewächse (Datiscaceae)
        - Familie Schiefblattgewächse (Begoniaceae)

      - Ordnung Spindelbaumartige (Celastrales)
        - Familie Lepidobotryaceae
        - Familie Spindelbaumgewächse (Celastraceae)

      - Ordnung Sauerkleeartige (Oxalidales)
        - Familie Huaceae
        - Familie Connaraceae
        - Familie Sauerkleegewächse (Oxalidaceae)
        - Familie Cunoniaceae
        - Familie Elaeocarpaceae
        - Familie Zwergkruggewächse (Cephalotaceae)
        - Familie Brunelliaceae

      - Ordnung Malpighienartige (Malpighiales)
        - Familie Pandaceae
        - Familie Irvingiaceae
        - Familie Ctenolophonaceae
        - Familie Rhizophoragewächse (Rhizophoraceae)
        - Familie Rotholzgewächse (Erythroxylaceae)
        - Familie Ochnaceae
        - Familie Bonnetiaceae
        - Familie Clusiaceae
        - Familie Calophyllaceae
        - Familie Podostemaceae
        - Familie Johanniskrautgewächse (Hypericaceae)
        - Familie Caryocaraceae
        - Familie Lophopyxidaceae
        - Familie Putranjivaceae
        - Familie Centroplacaceae
        - Familie Tännelgewächse (Elatinaceae)
        - Familie Malpighiengewächse (Malpighiaceae)
        - Familie Balanopaceae
        - Familie Trigoniaceae
        - Familie Dichapetalaceae
        - Familie Euphroniaceae
        - Familie Goldpflaumengewächse (Chrysobalanaceae)
        - Familie Humiriaceae
        - Familie Achariaceae
        - Familie Veilchengewächse (Violaceae)
        - Familie Goupiaceae
        - Familie Passionsblumengewächse (Passifloraceae)
        - Familie Lacistemataceae
        - Familie Weidengewächse (Salicaceae)
        - Familie Peraceae
        - Familie Rafflesiengewächse (Rafflesiaceae)
        - Familie Wolfsmilchgewächse (Euphorbiaceae)
        - Familie Leingewächse (Linaceae)
        - Familie Ixonanthaceae
        - Familie Picrodendraceae
        - Familie Phyllanthaceae

    - ohne Rang Malviden
      - Ordnung Storchschnabelartige (Geraniales) 
        - Familie Storchschnabelgewächse (Geraniaceae)
        - Familie Francoaceae

      - Ordnung Myrtenartige (Myrtales)
        - Familie Flügelsamengewächse (Combretaceae)
        - Familie Weiderichgewächse (Lythraceae)
        - Familie Nachtkerzengewächse (Onagraceae)
        - Familie Ritterspornbäume (Vochysiaceae)
        - Familie Myrtengewächse (Myrtaceae)
        - Familie Schwarzmundgewächse (Melastomataceae)
        - Familie Crypteroniaceae
        - Familie Alzateaceae
        - Familie Penaeaceae

      - Ordnung Crossosomatales
        - Familie Aphloiaceae
        - Familie Geissolomataceae
        - Familie Strasburgeriaceae
        - Familie Pimpernussgewächse (Staphyleaceae)
        - Familie Guamatelaceae
        - Familie Stachyuraceae
        - Familie Crossosomataceae

      - Ordnung Picramniales
        - Familie Picramniaceae

      - Ordnung Huerteales
        - Familie Gerrardinaceae
        - Familie Petenaeaceae
        - Familie Tapisciaceae
        - Familie Dipentodontaceae

      - Ordnung Seifenbaumartige (Sapindales)
        - Familie Biebersteiniaceae
        - Familie Nitrariaceae
        - Familie Kirkiaceae
        - Familie Balsambaumgewächse (Burseraceae)
        - Familie Sumachgewächse (Anacardiaceae)
        - Familie Seifenbaumgewächse (Sapindaceae)
        - Familie Rautengewächse (Rutaceae)
        - Familie Bittereschengewächse (Simaroubaceae)
        - Familie Mahagonigewächse (Meliaceae)

      - Ordnung Malvenartige (Malvales)
        - Familie Zistrosenwürgergewächse (Cytinaceae)
        - Familie Muntingiaceae
        - Familie Kameltrittgewächse (Neuradaceae)
        - Familie Malvengewächse (Malvaceae)
        - Familie Sphaerosepalaceae
        - Familie Seidelbastgewächse (Thymelaeaceae)
        - Familie Annattogewächse (Bixaceae)
        - Familie Zistrosengewächse (Cistaceae)
        - Familie Sarcolaenaceae
        - Familie Flügelfruchtgewächse (Dipterocarpaceae)

      - Ordnung Kreuzblütlerartige (Brassicales)
        - Familie Akaniaceae
        - Familie Kapuzinerkressengewächse (Tropaeolaceae)
        - Familie Moringaceae
        - Familie Melonenbaumgewächse (Caricaceae)
        - Familie Limnanthaceae
        - Familie Setchellanthaceae
        - Familie Koeberliniaceae
        - Familie Bataceae
        - Familie Salvadoraceae
        - Familie Emblingiaceae
        - Familie Tovariaceae
        - Familie Pentadiplandraceae
        - Familie Gyrostemonaceae
        - Familie Resedagewächse (Resedaceae)
        - Familie Kaperngewächse (Capparaceae)
        - Familie Cleomaceae
        - Familie Brassicaceae
        - Familie Tiganophytaceae[2]
- ohne Rang Superasteriden
  - Ordnung Berberidopsidales
    - Familie Aextoxicaceae
    - Familie Berberidopsidaceae

  - Ordnung Sandelholzartige (Santalales) 
    - Familie Olacaceae
    - Familie Opiliaceae
    - Familie Balanophoraceae
    - Familie Sandelholzgewächse (Santalaceae)
    - Familie Misodendraceae
    - Familie Schoepfiaceae
    - Familie Riemenblumengewächse (Loranthaceae)

  - Ordnung Nelkenartige (Caryophyllales)
    - Familie Frankeniaceae
    - Familie Tamaricaceae (Tamaricaceae)
    - Familie Bleiwurzgewächse (Plumbaginaceae)
    - Familie Knöterichgewächse (Polygonaceae)
    - Familie Sonnentaugewächse (Droseraceae)
    - Familie Kannenpflanzengewächse (Nepenthaceae)
    - Familie Taublattgewächse (Drosophyllaceae)
    - Familie Hakenblattgewächse (Dioncophyllaceae)
    - Familie Ancistrocladaceae
    - Familie Rhabdodendraceae
    - Familie Simmondsiaceae
    - Familie Physenaceae
    - Familie Asteropeiaceae
    - Familie Macarthuriaceae
    - Familie Microteaceae
    - Familie Nelkengewächse (Caryophyllaceae)
    - Familie Achatocarpaceae
    - Familie Fuchsschwanzgewächse (Amaranthaceae)
    - Familie Stegnospermataceae
    - Familie Limeaceae
    - Familie Lophiocarpaceae
    - Familie Kewaceae
    - Familie Barbeuiaceae
    - Familie Gisekiaceae
    - Familie Mittagsblumengewächse (Aizoaceae)
    - Familie Kermesbeerengewächse (Phytolaccaceae)
    - Familie Petiveriaceae
    - Familie Sarcobataceae
    - Familie Wunderblumengewächse (Nyctaginaceae)
    - Familie Mollugogewächse (Molluginaceae)
    - Familie Quellkrautgewächse (Montiaceae)
    - Familie Didiereaceae
    - Familie Basellgewächse (Basellaceae)
    - Familie Halophytaceae
    - Familie Talinaceae
    - Familie Portulakgewächse (Portulacaceae)
    - Familie Anacampserotaceae
    - Familie Kakteengewächse (Cactaceae)

  - ohne Rang Asteriden
    - Ordnung Hartriegelartige (Cornales)
      - Familie Tupelogewächse (Nyssaceae)
      - Familie Hydrostachyaceae
      - Familie Hortensiengewächse (Hydrangeaceae)
      - Familie Blumennesselgewächse (Loasaceae)
      - Familie Curtisiaceae
      - Familie Grubbiaceae
      - Familie Hartriegelgewächse (Cornaceae)

    - Ordnung Heidekrautartige (Ericales)
      - Familie Balsaminengewächse (Balsaminaceae)
      - Familie Marcgraviaceae
      - Familie Tetrameristaceae
      - Familie Fouquieriaceae
      - Familie Sperrkrautgewächse (Polemoniaceae)
      - Familie Topffruchtbaumgewächse (Lecythidaceae)
      - Familie Sladeniaceae
      - Familie Pentaphylacaceae
      - Familie Sapotengewächse (Sapotaceae)
      - Familie Ebenholzgewächse (Ebenaceae)
      - Familie Primelgewächse (Primulaceae)
      - Familie Teestrauchgewächse (Theaceae)
      - Familie Symplocaceae
      - Familie Diapensiaceae
      - Familie Storaxbaumgewächse (Styracaceae)
      - Familie Schlauchpflanzengewächse (Sarraceniaceae)
      - Familie Wanzenpflanzengewächse (Roridulaceae)
      - Familie Strahlengriffelgewächse (Actinidiaceae)
      - Familie Scheinellergewächse (Clethraceae)
      - Familie Cyrillaceae
      - Familie Heidekrautgewächse (Ericaceae)
      - Familie Mitrastemonaceae

    - ohne Rang Lamiiden
      - Ordnung Icanicales
        - Familie Oncothecaceae
        - Familie Icacinaceae

      - Ordnung Metteniusales
        - Familie Metteniusaceae

      - Ordnung Garryales
        - Familie Eucommiaceae
        - Familie Garryaceae

      - Ordnung Enzianartige (Gentianales) 
        - Familie Rötegewächse (Rubiaceae)
        - Familie Enziangewächse (Gentianaceae)
        - Familie Gelsemiaceae
        - Familie Brechnussgewächse (Loganiaceae)
        - Familie Hundsgiftgewächse (Apocynaceae)

      - Ordnung Raublattartige (Boraginales)
        - Familie Raublattgewächse (Boraginaceae)

      - Ordnung Vahliales
        - Familie Vahliaceae

      - Ordnung Nachtschattenartige (Solanales)
        - Familie Windengewächse (Convolvulaceae)
        - Familie Nachtschattengewächse (Solanaceae)
        - Familie Montiniaceae
        - Familie Sphenocleaceae
        - Familie Hydroleaceae

      - Ordnung Lippenblütlerartige (Lamiales)
        - Familie Plocospermataceae
        - Familie Carlemanniaceae
        - Familie Ölbaumgewächse (Oleaceae)
        - Familie Tetrachondraceae
        - Familie Pantoffelblumengewächse (Calceolariaceae)
        - Familie Gesneriengewächse (Gesneriaceae)
        - Familie Wegerichgewächse (Plantaginaceae)
        - Familie Braunwurzgewächse (Scrophulariaceae)
        - Familie Stilbaceae
        - Familie Linderniaceae
        - Familie Regenbogenpflanzengewächse (Byblidaceae)
        - Familie Gemsenhorngewächse (Martyniaceae)
        - Familie Sesamgewächse (Pedaliaceae)
        - Familie Akanthusgewächse (Acanthaceae)
        - Familie Trompetenbaumgewächse (Bignoniaceae)
        - Familie Wasserschlauchgewächse (Lentibulariaceae)
        - Familie Schlegeliaceae
        - Familie Thomandersiaceae
        - Familie Eisenkrautgewächse (Verbenaceae)
        - Familie Lippenblütler (Lamiaceae)
        - Familie Mazaceae
        - Familie Gauklerblumengewächse (Phrymaceae)
        - Familie Blauglockenbaumgewächse (Paulowniaceae)
        - Familie Sommerwurzgewächse (Orobanchaceae)

    - ohne Rang Campanuliden
      - Ordnung Stechpalmenartige (Aquifoliales)
        - Familie Stemonuraceae
        - Familie Cardiopteridaceae
        - Familie Phyllonomaceae
        - Familie Helwingiaceae
        - Familie Stechpalmengewächse (Aquifoliaceae)

      - Ordnung Asternartige (Asterales) 
        - Familie Rousseaceae
        - Familie Glockenblumengewächse (Campanulaceae)
        - Familie Pentaphragmataceae
        - Familie Stylidiaceae
        - Familie Alseuosmiaceae
        - Familie Phellinaceae
        - Familie Argophyllaceae
        - Familie Fieberkleegewächse (Menyanthaceae)
        - Familie Goodeniengewächse (Goodeniaceae)
        - Familie Calyceraceae
        - Familie Korbblütler (Asteraceae)

      - Ordnung Escalloniales
        - Familie Escalloniaceae

      - Ordnung Bruniales
        - Familie Columelliaceae
        - Familie Bruniaceae

      - Ordnung Paracryphiales
        - Familie Paracryphiaceae

      - Ordnung Kardenartige (Dipsacales)
        - Familie Moschuskrautgewächse (Adoxaceae)
        - Familie Geißblattgewächse (Caprifoliaceae)

      - Ordnung Doldenblütlerartige (Apiales)
        - Familie Pennantiaceae
        - Familie Torricelliaceae
        - Familie Griseliniaceae
        - Familie Klebsamengewächse (Pittosporaceae)
        - Familie Araliengewächse (Araliaceae)
        - Familie Myodocarpaceae
        - Familie Doldenblütler (Apiaceae)

### incertae sedis
- Gattung Atrichodendron
- Gattung Coptocheile
- Gattung Gumillea
- Gattung Hirania
- Gattung Keithia
- Gattung Poilanedora
- Gattung Rumphia

## Belege
- The Angiosperm Phylogeny Group: An update of the Angiosperm Phylogeny Group classification for the orders and families of flowering plants: APG IV. Botanical Journal of the Linnean Society, 2016, Band 181, S. 1–20. doi:10.1111/boj.12385
- Andreas Bresinsky, Christian Körner, Joachim W. Kadereit, Gunther Neuhaus, Uwe Sonnewald: Lehrbuch der Botanik. Begründet von Eduard Strasburger. 36. Auflage. Spektrum Akademischer Verlag, Heidelberg 2008, ISBN 978-3-8274-1455-7.